# Zabalza

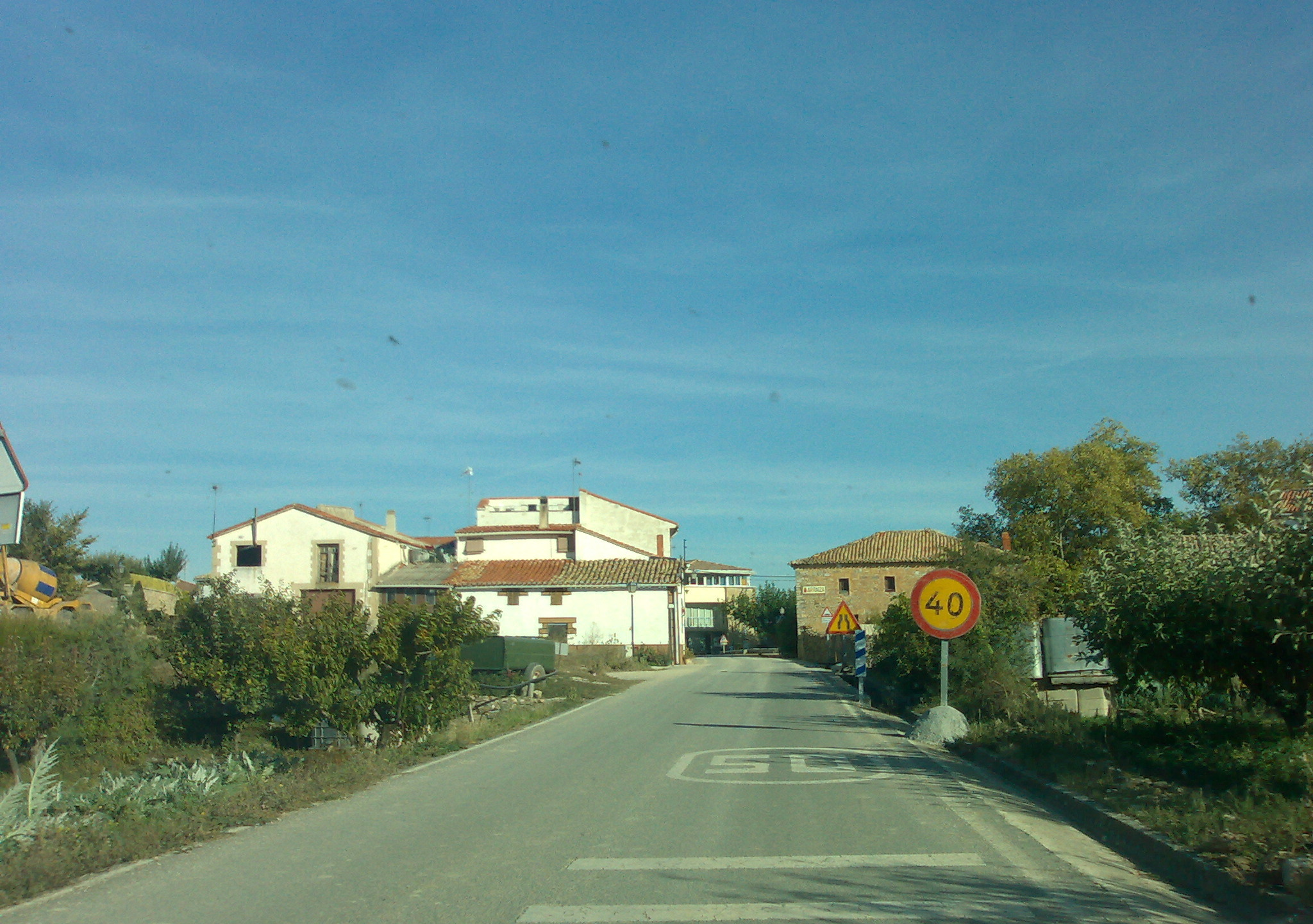
Concejo de Arraiza. Entrada a la localidad, sede del ayuntamiento de Zabalza.

Zabalza (cooficialmente en euskera: Zabaltza) es un municipio español de la Comunidad Foral de Navarra, situado en el partido judicial de Pamplona, en la Merindad de Pamplona, en la Cuenca de Pamplona y a 16 km de la capital de la comunidad, Pamplona. Su población en 2024 fue de 297 habitantes (INE).
El municipio está compuesto por 3 concejos: Arraiza (capital del municipio), Ubani y Zabalza.
No debe confundirse con los concejos, también ubicados en Navarra, de Zabalza (Ibargoiti) o de Zabalza (Urraúl Alto).

## Toponimia
Para Mikel Belasko, especialista en la materia, el topónimo de Zabalza quizá esté compuesto de un nombre de persona y el sufijo -ika. Es decir, que el nombre quizá estuviera compuesto de un elemento vasco evidente zabal con el significado de 'ancho, llano' y el mencionado sufijo -ika que considera de difícil catalogación.
Tradicionalmente se ha transcrito su nombre como Zabalza, aunque su nombre se transcribía también como Çabalça en el siglo XVI. Según la Real Academia de la Lengua Vasca y de acuerdo a las modernas reglas ortográficas de este idioma, el nombre se ha de transcribir como Zabaltza en euskera, esta denominación cuenta con carácter cooficial[cita requerida]. 
Además del municipio existen, como ya se ha indicado, otros dos lugares más que llevan este nombre en Navarra, en los actuales municipios de Ibargoiti y Urraúl Alto.

## Historia
El municipio de Zabalza está compuesto por tres pequeños localidades, Zabalza, Ubani y Arraiza. El mayor de ellos actualmente es Ubani que ha crecido notablemente, y el que ejerce de capital es el pueblo de Arraiza.
Estuvo integrado en la Val de Echauri hasta 1846. Hasta entonces los pueblos que integran el municipio formaban parte del valle de Echauri junto con otras localidades vecinas como Echauri, Echarri, Vidaurreta, Ciriza, Otazu o Belascoáin. Con la reforma administrativa el valle se rompió como unidad administrativa y sus pueblos se constituyeron en municipios. Arraiza se constituyó en municipio independiente por un lado; mientras que Zabalza y Ubani formaban otro municipio diferente que recibió el nombre de Zabalza por ser esta la población más importante de las dos que componían el municipio. En 1938 Arraiza se agregaría al municipio de Zabalza, adoptando este su composición actual. El ayuntamiento quedó instalado en Arraiza, aunque el municipio siguió llamándose Zabalza.

## Geografía

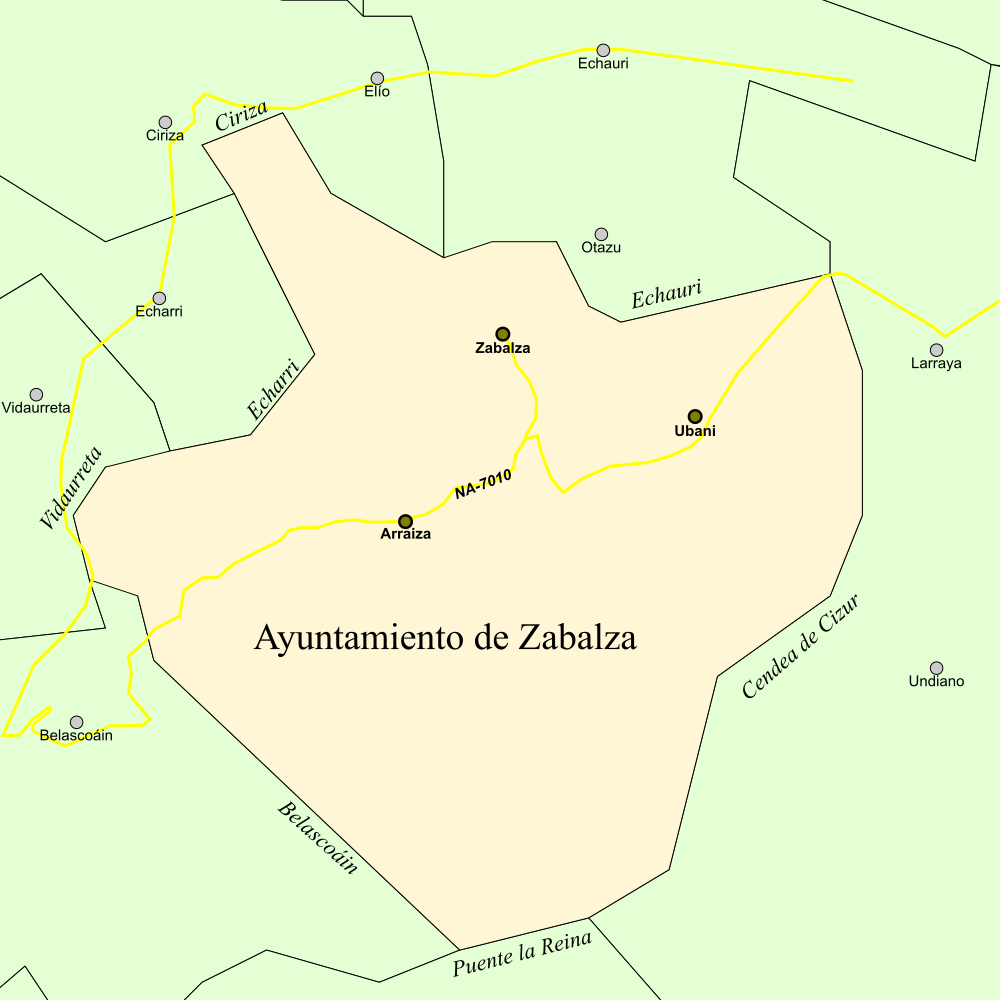
Mapa municipal

Se encuentra situado en la margen derecha del río Arga, en la falda noroccidental de la sierra del Perdón. El terreno, excepto una estrecha banda llana en la terraza adyacente al río, es accidentado con pendientes pronunciadas que se corresponden a afloramientos de resistentes conglomerados del Oligoceno-Mioceno que dieron origen a la sierra del Perdón. Durante el Eoceno Medio-Superior y comienzos del Oligoceno surge la mayor parte del terreno actual ocupado por margas muy abarrancadas recubiertas en parte con depósitos de glacis y terrazas cuaternarios. 
La vegetación está conformada casi exclusivamente por encinas bien adaptadas a estos suelos pedregosos. Aparecen en pequeños rodales algunos robles sobre suelos más profundos. Los bosques de repoblación son frecuentes.
Limita por el norte con Ciriza y Echauri, por el este con la Cendea de Cizur, por el sur con Puente la Reina y por el oeste con Echarri, Vidaurreta y Belascoáin. Además, el término municipal está atravesado, y comunicado, por la carretera local NA-7015 que une Zizur con Belascoáin.

## Demografía
Zabalza cuenta con una población de 297 habitantes (INE 2024).
| Gráfica de evolución demográfica de Zabalza entre 1842 y 2021 |
| |
| Población de derecho según los censos de población del INE Población de hecho según los censos de población del INEEn estos censos se denominaba Zabalza: 1842, 1857, 1860, 1877, 1887, 1897, 1900, 1910, 1920, 1930, 1940, 1950, 1960, 1970, 1981, 1991 y 2001 Entre el censo de 1940 y el anterior, crece el término del municipio porque incorpora a 31500 (Arraiza) |

### Distribución de la población
El municipio se divide en las siguientes entidades de población, según el nomenclátor de población publicado por el INE (Instituto Nacional de Estadística). Los datos de población se refieren a 2014
| Entidad de Población | Población (2014) |
| -------------------- | ---------------- |
| Arraiza              | 101              |
| Ubani                | 138              |
| Zabalza              | 56               |

## Cultura

### Patrimonio
- Iglesia de San Pedro Apóstol
- Iglesia de La Asunción (Zabalza)
- Iglesia de San Miguel Arcángel (Arraiza)
- Iglesia de San Martín (Ubani)
- Ermita de San Miguel

### Fiestas
- En Zabalza se celebran el 15 de agosto en honor de la Virgen.
- En Ubani en honor de San Martín se celebran el 11 de noviembre.
- En Arraiza se celebran el último fin de semana de junio.